# The Nips
The Nips (ursprünglich The Nipple Erectors) waren eine Punkband aus London, die in ihrer Musik typischen 77er Punkrock mit Rockabilly-, Pop- und Beat-Elementen vermischten.

## Geschichte
Gegründet wurden die Nips als Nipple Erectors 1976 von Shanne Bradley (Bass), Roger Towndrow (Gitarre), Arcane Vendetta (Schlagzeug) und Shane MacGowan (Gesang), der später mit der Folk-Punk-Band The Pogues Weltruhm erlangte. 1978 veröffentlichten die Nipple Erectors ihre Debütsingle King of the Bop, die von Stan Brennan, MacGowans Arbeitgeber im Rocks-Off-Schallplattenladen in Soho, produziert und auf Soho Records veröffentlicht wurde. Anschließend verkürzten sie ihren Bandnamen zu The Nips, da es mit dem alten Namen (übersetzt etwa „die Brustwarzenhartmacher“) Ende der 1970er schwer war, Auftritte zu bekommen.
In der Folge wechselte das Line-up häufig, lediglich Shanne Bradley und Shane MacGowan blieben stets als Kern der Gruppe erhalten. Unter anderem spielten bei den Nips der spätere Pogues-Multiinstrumentalist James Fearnley (Gitarre) und Jon Moss, später Schlagzeuger von Culture Club. 
Noch 1978 erschien die zweite Nips-Single All the Time in the World, ein Jahr später die Single Gabrielle. Paul Weller von The Jam produzierte mit Happy Song ihre letzte Single, die erst 1981 veröffentlicht wurde. 1980 erschien zudem das Livealbum Only the End of the Beginning. Ende dieses Jahres löste sich die Band auf; MacGowan gründete The New Republicans, aus denen Pogue Mahone und dann The Pogues wurden. Shanne Bradley wurde Bassistin der Folk-Punk-Band The Men They Couldn’t Hang. Alle Studioaufnahmen der Band wurden 1987 in die Kompilation Bops, Babes, Booze and Bovver inkludiert.
2008 fand sich die Band zu zwei Reunion-Konzerten zusammen, neues Material wurde jedoch nicht veröffentlicht.

## Diskografie

### Singles
- 1978: Nipple Erectors: King of the Bop (auch auf der NME-Kompilations-Musikkassette Pogo A Go Go); B-Seite: Nervous Wreck
- 1978: The Nips: All the Time in the World/Private Eye
- 1979: The Nips: Gabrielle/Vengeance
- 1981: The Nips: Happy Song/Nobody to Love

### Alben
- 1980: The Nips: Only the End of the Beginning (live in Wolverhampton)
- 1987: Nips ’n’ Nipple Erectors: Bops, Babes, Booze and Bovver (Kompilation der Studioaufnahmen)